# Ischioscia quadrispinis
Ischioscia quadrispinis är en kräftdjursart som beskrevs av Klaus Ulrich Leistikow2000. Ischioscia quadrispinis ingår i släktet Ischioscia och familjen Philosciidae. Inga underarter finns listade i Catalogue of Life.